# Captain Commando
 (décembre 2018).
Si vous disposez d'ouvrages ou d'articles de référence ou si vous connaissez des sites web de qualité traitant du thème abordé ici, merci de compléter l'article en donnant les références utiles à sa vérifiabilité et en les liant à la section « Notes et références ».
Captain Commando est l'ancienne mascotte de Capcom, son nom étant composé des deux syllabes du nom de la compagnie (Captain Commando).
Captain Commando est le héros du jeu Section Z, sorti sur borne d'arcade en 1985, bien que son apparence fût alors très différente de celle sous laquelle il deviendra connu par la suite.
Il est également employé dans les manuels de jeux Capcom sur Nintendo Entertainment System à la fin des années 1980, dans lesquels il félicite le joueur pour son achat.
Un beat them all portant son nom sort en 1991 sur CP System, et sera adapté en 1995 sur Super Nintendo. Le jeu n'obtenant pas un très grand succès, Captain Commando est par la suite remplacé en tant que représentant de Capcom par des personnages plus populaires comme Megaman ou les héros de Street Fighter II.
Il est néanmoins de retour en 1998 dans la série de jeux de combat Marvel vs. Capcom. Enfin, il est à nouveau sollicité en 2005 dans le RPG Namco x Capcom sur PlayStation 2.
Il s'agit finalement plus d'un personnage culte qu'autre chose, sorte de personnification de la firme, comme on le penserait de R.O.B. pour Nintendo. L'une de ses phrases de victoire dans
Marvel vs. Capcom: Clash of Super Heroes est d'ailleurs : « Capcom's first game was Vulgus, made in 1984! » (« Le premier jeu Capcom est Vulgus, réalisé en 1984 ! »), et sert à renforcer cette idée de symbolisme.

## Jeux de Captain Commando
- Section Z (1985)
- Captain Commando (1991)
- Marvel vs. Capcom: Clash of Super Heroes (1998)
- Marvel vs. Capcom 2: New Age of Heroes (2000)
- Namco x Capcom (2005)